# Filialkirche St. Georg am Georgenberg

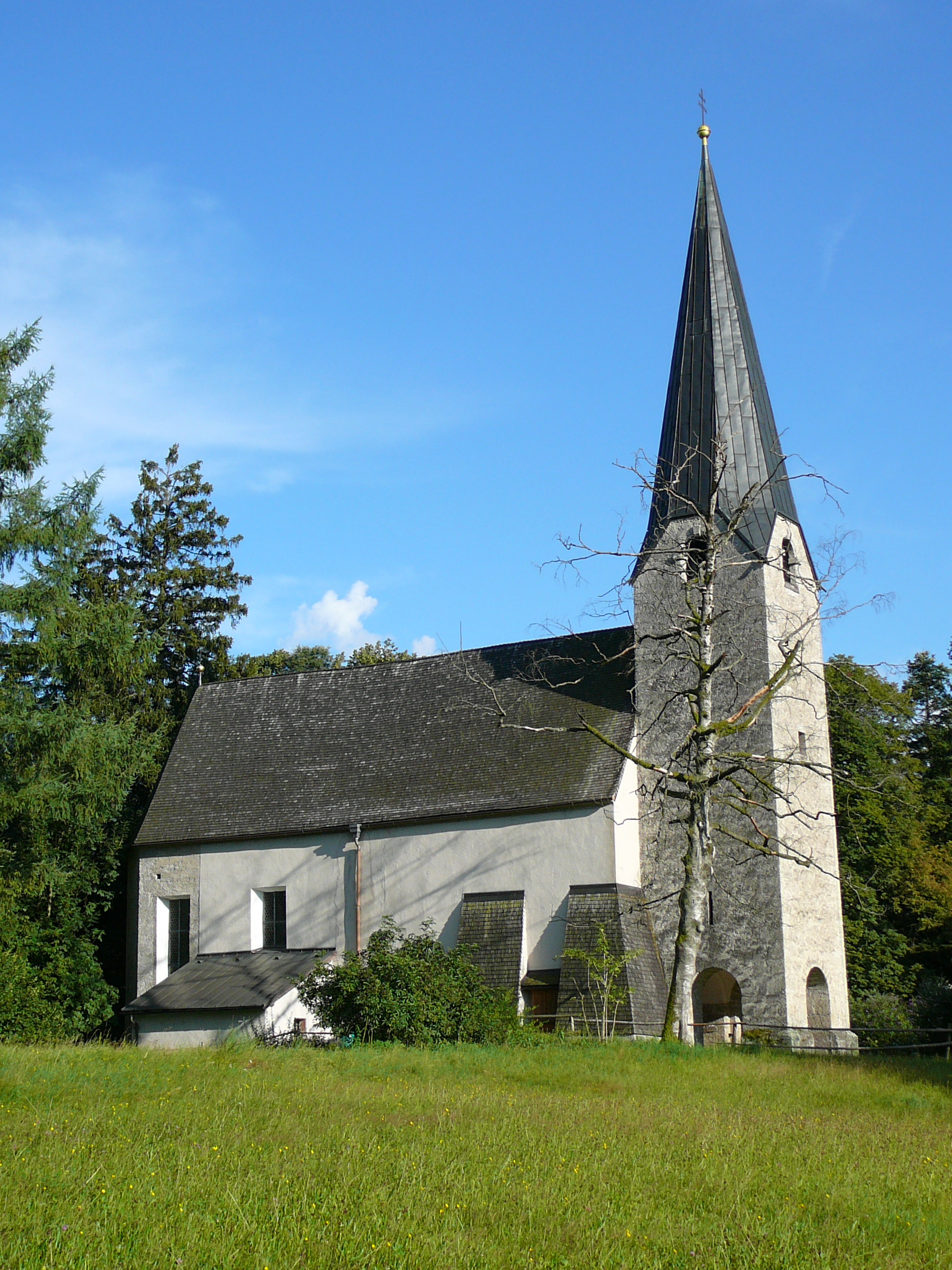
Nordansicht der Filialkirche mit dem Sakristeianbau am Chor und den zwei breiten Stützpfeilern am Langhaus (2011)

Die Filialkirche St. Georg am Georgenberg befindet sich am Georgenberg, einem Inselberg im Salzachtal, in der Gemeinde Kuchl im Land Salzburg.  Der Berg selbst ist ein Naturdenkmal.

## Geschichte des Georgenberges
Der Georgenberg ist seit der Jungsteinzeit bis zur späten Eisenzeit (4500–1800 v. Chr.) durch den Fund von Werkzeugen und Gebrauchsgegenständen als Siedlungsgebiet gesichert. Als 15 v. Chr. der Salzburger Raum in das Römische Reich eingegliedert wurde, erklärt es sich, dass Cuculle als Post- bzw. Raststation in der Tabula Peutingeriana eingezeichnet ist.
Es ist nicht völlig sicher, inwieweit sich das in der Vita Severini genannte castellum Cucullis auf eine befestigte Besiedlung auf dem Georgenberg bezieht. Es wurden hier aber römerzeitliche Funde gemacht.
Nach der Landnahme durch die Bajuwaren schenkte der Agilolfingerherzog Theodo II. um 700 den Locum Cucullos dem Salzburger Bistum. Ein ottonischer Kirchenbau aus der Zeit um 1000 n. Chr. wurde 1966 ergraben, dies entspricht zeitlich der Nennung einer Grafschaft im Kuchltal (pagus Chuchala). Die Grafen von Plain müssen als Erbauer einer Befestigungsanlage auf dem Georgenberg angesehen werden; auch von dieser mittelalterlichen Anlage wurden Reste gesichert. Erzbischof Eberhard II. genehmigte seinem Burggrafen Wernher von Lengenfeld 1238, dass er seine Kirche bei seinem Turm Vrimos dem Stift Sankt Peter übergeben darf. Dieses Freimoos liegt nördlich des Georgenberges an der alten Römerstraße.

## Geschichte der Filialkirche St. Georg
Eine erste frühchristliche Vorgängerkirche aus dem 5. Jahrhundert wurde 1962/63 in der Georgskirche ergraben. Ein zweiter ottonischer Vorgängerbau wird für das 10./11. Jahrhundert angenommen. An der inneren Westwand der Kirche wurde in Höhe der Orgelempore zudem ein romanischer Freskenrest entdeckt, der vermutlich auf das 12. oder 13. Jahrhundert weist. Urkundlich wurde die Kirche 1243 genannt. Der Turm wurde 1882 neu erbaut.
Bei der Wallfahrt zur Georgskirche wird für das Gedeihen des Viehes gebetet. Jedes Jahr findet am 23. April ein Umritt um die Kirche statt. Zu diesem Georgitag werden etwa 30 Holzfiguren von Tieren, die sonst in einer Schachtel verwahrt werden, gegen Entgelt um den Altar getragen und geopfert. Nur wenige Stücke scheinen indessen älter zu sein, die meisten sind moderne, meist primitive Spielzeugfiguren aus der Gegenwart.

## Architektur
Die Kirche ist ein spätgotischer einschiffiger Bau mit einem Westturm. Der schlichte Außenbau hat einen umlaufenden Sockel, eine umlaufende gotische Hohlkehle und ein Schindelsatteldach. An der nördlichen Langhauswand sind zwei breite schindelverkleidete Stützpfeiler. Der südlich gering eingezogene Chor aus unverputzten Konglomeratquadern hat einen polygonalen Schluss und im Süden einen abgetreppten Strebepfeiler. Die Kirche hat hochrechteckige Fenster, beim Langhaus nur südseitig. Im Südwesten gibt es ein freigelegtes spätgotisches Maßwerkfenstergewände. Das abgefaste Rundbogenportal hat eine Holztüre aus dem 17. Jahrhundert. An der südlichen Langhauswand gibt es eine Außenkanzel aus Marmor auf zwei Konsolen mit einem Schindelschutzdach von 1649. Der ungegliederte Turm aus Konglomeratgestein wurde an der Westgiebelwand vorgebaut. Er hat im kreuzgratgewölbten Erdgeschoß drei Rundbogenöffnungen, rundbogige Schallfenster und einen Schindelspitzhelm, welcher über die abgeschrägten Ecken herabgezogen ist. Im Norden wurde in der 2. Hälfte des 17. Jahrhunderts eine eingeschoßige Sakristei unter einem Pultdach angebaut.
Das dreijochige – im Kern romanische – Langhaus hatte ursprünglich eine Flachdecke, deren Reste über dem heutigen Gewölbe noch erkennbar sind. Das Langhaus wurde mit einem spätgotischen Vierrautensterngewölbe auf Wandpfeilern sowie vorgelagerten Runddiensten mit Basis- und Rundkapitell und schildförmigen Schlusssteinen überwölbt. Der spitzbogige Triumphbogen ist abgefast. Der spätgotische zweijochige Chor mit Fünfachtelschluss hat die Gewölbekonfiguration des Langhauses. Das Sakristeiportal mit Türe ist aus der 2. Hälfte des 17. Jahrhunderts. Die Sakristei mit einer Flachdecke beinhaltet die Treppe zur Kanzel.
Die spätgotische dreischiffige zweigeschoßige Westempore im ersten Langhausjoch hat ein Sternrippengewölbe auf vier freistehenden und auf randständigen Halbsäulen aus Marmor mit Basis und Kapitell. Die Empore hat eine bemerkenswerte Maßwerkbrüstung aus Kunststein. Der Aufgang zur Empore ist im Süden. Von der Empore erfolgt durch ein Rundbogenportal der Zugang zur Außenkanzel und durch ein abgefastes Rechteckportal der Zugang zum Turm.

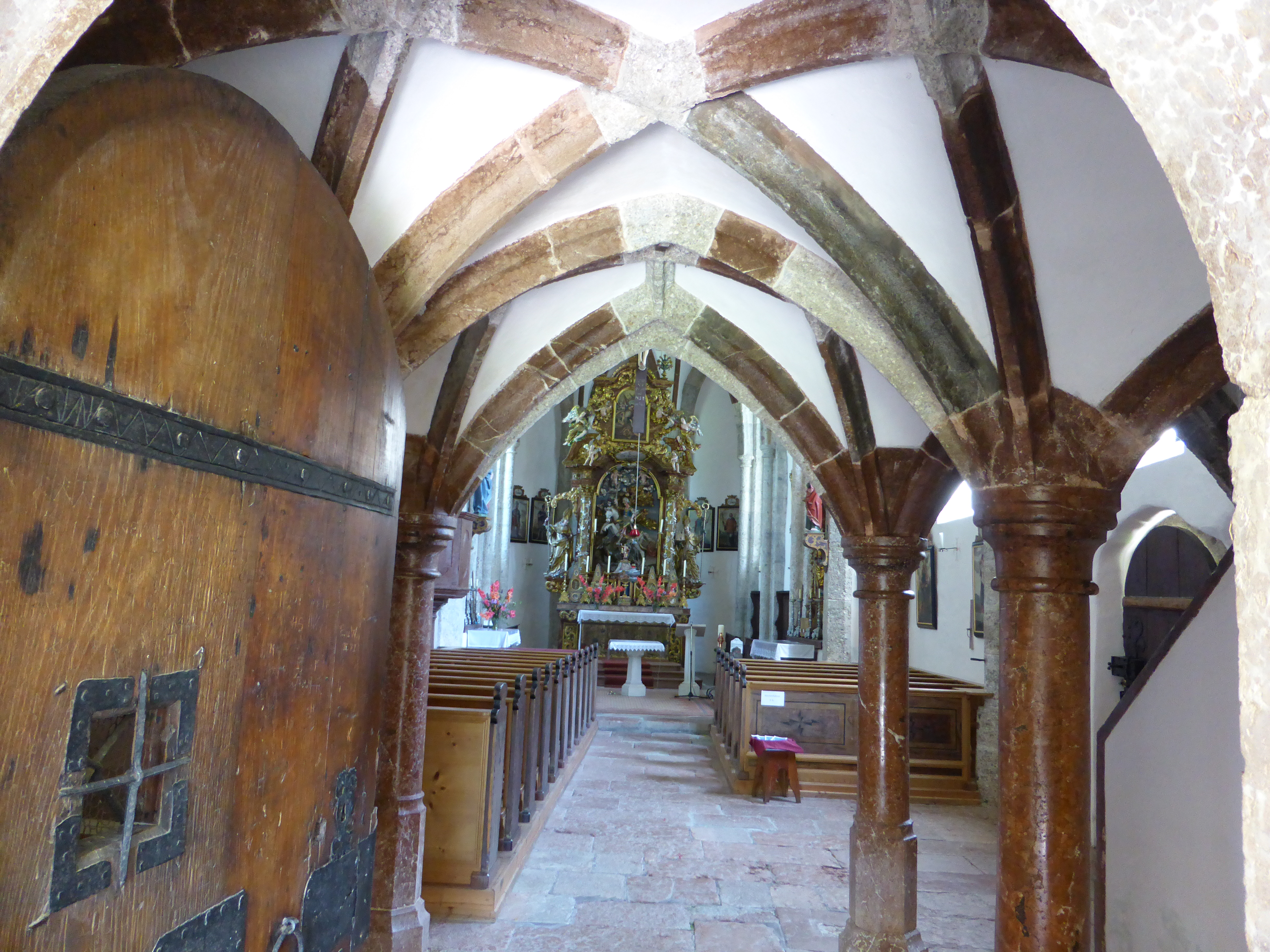
Innenraum

## Ausstattung
Den barocken Hochaltar von 1716 und die Seitenaltäre von 1719 schuf der Schnitzer Johann Pfister. Der Hochaltar hat eine Mensa mit einem ornamental verzierten Lederantependium. Die Figuren der Hll. Georg, Rupert und Virgil schuf der Bildhauer Johann Georg Mohr. Das Oberbild hl. Michael malte Simon Jakob Lamberti. Die Seitenaltäre zeigen im Oberbild die Wetterheiligen Johannes und Paul von Simon Jakob Lamberti (1719). Die Mensa-Antependien zeigen den Tod Mariens und den hl. Georg vom Maler Tobias Köpl (1704). Das ehemals in den linken Seitenaltar eingebundene spätgotische Relief Marientod um 1500 ist im Dommuseum Salzburg. Der rechte Seitenaltar trug die Figuren Hll. Rupert und Virgil um 1500 (in Verwahrung).

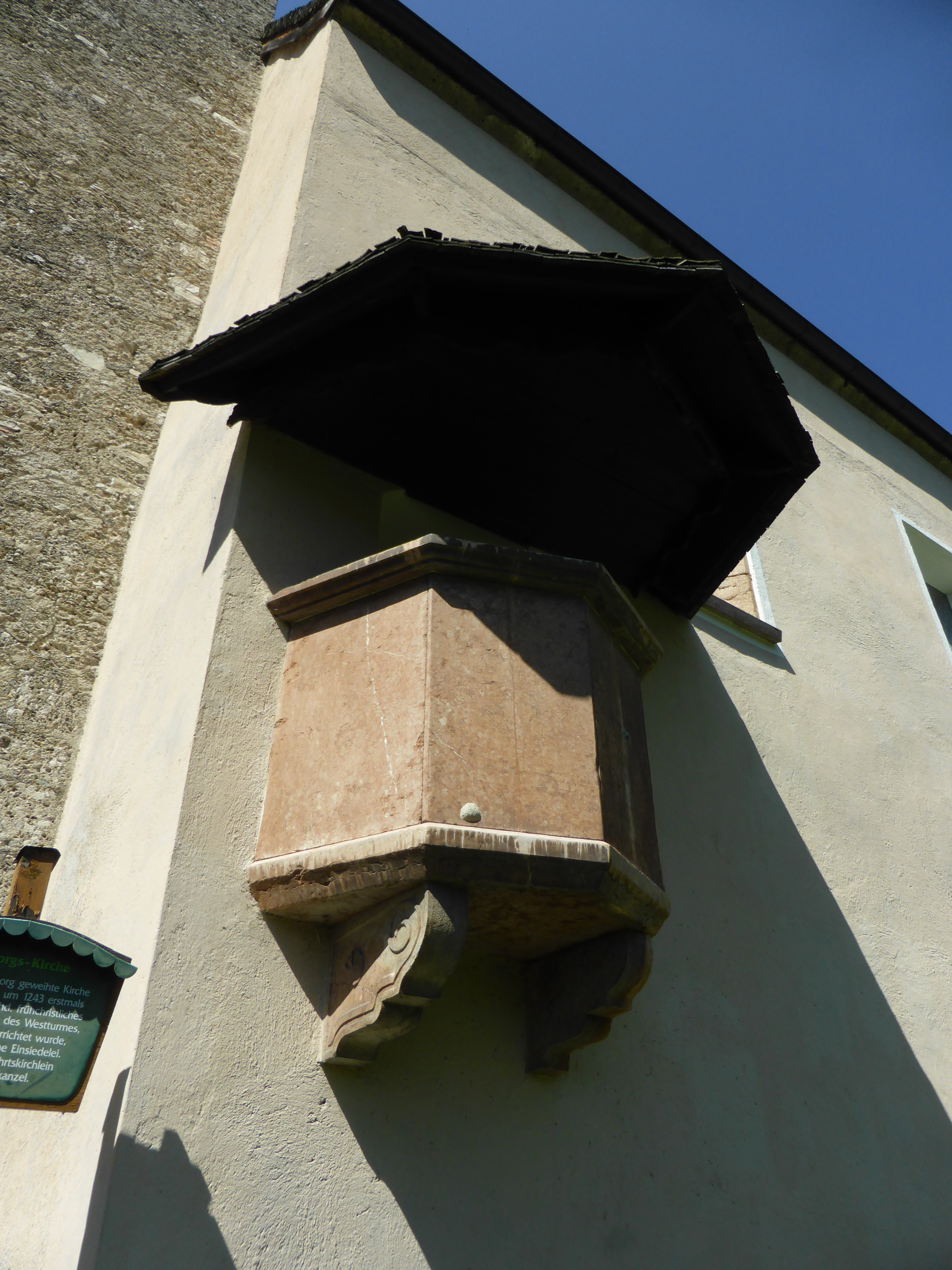
Außenkanzel

Die Kanzel mit einem polygonalen Marmorkorb auf einer sechsseitigen Säule mit Basis und Ringkapitell aus dem 17. Jahrhundert hat einen Schalldeckel von Johann Pfister (1698). Eine Kreuzigungsgruppe mit den Figuren Maria und Johannes um 1500 ist in Verwahrung. Einzelbilder der Vierzehn Nothelfer und der Hll. Rupert und Virgil sind aus der 1. Hälfte des 18. Jahrhunderts. Die Kreuzwegbilder sind von 1848. Ein Opferstock mit dem Blechschild hl. Georg ist von 1700. Die Bänke entstanden um 1719.
Die Orgel baute Adam Müller (1837).